# Liste der Baudenkmäler in Oer-Erkenschwick
Die Liste der Baudenkmäler in Oer-Erkenschwick enthält die denkmalgeschützten Bauwerke auf dem Gebiet der Stadt Oer-Erkenschwick im Kreis Recklinghausen in Nordrhein-Westfalen (Stand: April 2021). Diese Baudenkmäler sind in der Denkmalliste der Stadt Oer-Erkenschwick eingetragen; Grundlage für die Aufnahme ist das Denkmalschutzgesetz Nordrhein-Westfalen (DSchG NRW).

## Liste der Baudenkmäler in Oer-Erkenschwick
| Bild                                   | Bezeichnung                                        | Lage                                  | Beschreibung | Bauzeit      | Eingetragen seit   | Denkmal- nummer |
| -------------------------------------- | -------------------------------------------------- | ------------------------------------- | --- | ------------ | ------------------ | --------------- |
| Katholische Pfarrkirche Christus König | Katholische Pfarrkirche Christus König             | Klein-Erkenschwicker-Straße 122 Karte | Expressionistischer Kirchenbau nach Plänen des Architekten Josef Franke | 1929         | 25. Januar 1984    | 1               |
| weitere Bilder                         | Katholische Pfarrkirche St. Peter und Paul         | Friedrichstraße 4 Karte               | Freistehendes Kirchengebäude mit Turm aus dem 13. Jahrhundert; Kirche im Jahre 1687 erbaut und zwischen 1932 und 1933 erneuert | 13. Jh. 1687 | 25. Januar 1984    | 2               |
| Gebäude                                | Gebäude                                            | Holthäuser Straße 78 Karte            | |              | 11. April 1991     | 3               |
| ehemaliges Bauernhaus                  | ehemaliges Bauernhaus                              | Werderstraße 1 Karte                  | |              | 11. April 1991     | 4               |
| Mietwohnungshaus                       | Mietwohnungshaus                                   | Kirchstraße 99 Karte                  | |              | 11. April 1991     | 5               |
| ehemalige Ewaldschule                  | ehemalige Ewaldschule                              | Stimbergstraße 169 Karte              | heute genutzt von der Volkshochschule | 1902–1903    | 10. September 1991 | 6               |
| Wohnhaus                               | Wohnhaus                                           | Recklinghäuser Straße 9 Karte         | |              | 27. Mai 1992       | 7               |
| Statue des Hl. Johannes Nepomuk        | Statue des Hl. Johannes Nepomuk                    | Flaesheimer Weg / Halterner Weg Karte | befindet sich in einer kleinen Backsteinkapelle aus den 1920er Jahren in der Haard | 1766         | 9. Juni 1992       | 8               |
| Gerichtsstein                          | Gerichtsstein                                      | Groß-Erkenschwicker-Straße 25 Karte   | Der sogenannte Schultenstein im Ortsteil Oer, ist ein Gerichtsstein, dem wurden zwei Ketten eingelötet, an denen sich ein Halseisen und zwei Handfesseln befanden.                                                                          | 1654         | 11. Februar 1994   | 9               |
| weitere Bilder                         | ehemalige Schachtanlage Ewald Fortsetzung I/II/III | Ewaldstraße Karte                     | umfasst das Verwaltungs- und Kauengebäude, das Strebengerüst über Schacht II einschließlich Hängebank, das zugehörige Fördermaschinenhaus mit Dampffördermaschine und die Außenhaut des Magazingebäudes (also nur Fassaden- und Dachkörper) |              | 1. März 2001       | 10              |
| ehemalige Jugendherberge               | ehemalige Jugendherberge                           | Sinsener Straße 265 Karte             | | 1924         | 12. März 2001      | 11              |